# Arthur Ponsonby (1er baron Ponsonby de Shulbrede)
Pour les articles homonymes, voir Ponsonby.
Arthur Augustus William Harry Ponsonby, 1er baron Ponsonby de Shulbrede, né le 16 février 1871 à Windsor et mort le 23 mars 1946 à Hindhead, est un homme politique, écrivain et activiste social britannique. Il est le troisième fils d'Henry Ponsonby, secrétaire particulier de la reine Victoria, et l'arrière-petit-fils de Frederick Ponsonby (3e comte de Bessborough). Frederick Ponsonby (1er baron Sysonby) est son frère aîné.
Ponsonby est souvent cité comme l'auteur du dicton "Quand la guerre est déclarée, la vérité est la première victime", publié dans son livre Falsehood in War-time, Containing an Assortment of Lies Circulated Throughout the Nations During the Great War (1928). Cependant, il utilise cette phrase entre guillemets comme une épigramme au début du livre et ne la présente pas comme ses propres mots. Son origine probable est la ligne presque identique prononcée en 1917 par le sénateur américain Hiram Johnson : "La première victime de la guerre est la vérité" .

## Biographie

### Éducation et début de carrière
Ponsonby est page d'honneur de la reine Victoria de 1882 à 1887. Il fait ses études au Collège d'Eton. Pendant son séjour à Eton, Ponsonby est fouetté pour avoir organisé un steeple dans son dortoir .
Ponsonby étudie au Balliol College d'Oxford avant de rejoindre le service diplomatique et de prendre des missions à Constantinople et à Copenhague.

### Politique
Aux Élections générales britanniques de 1906, Ponsonby se présente sans succès comme candidat libéral à Taunton. Il est élu député de Stirling Burghs lors d'une élection partielle de 1908, pour remplacer l'ancien premier ministre Henry Campbell-Bannerman, qui venait de décéder.
Au Parlement, Ponsonby s'est opposé à la participation britannique à la Première Guerre mondiale et, avec George Cadbury, Ramsay MacDonald, Edmund Dene Morel, Arnold Rowntree et Charles Trevelyan, il est membre de l'Union of Democratic Control, qui est devenue une organisation anti-guerre de premier plan en Grande-Bretagne.

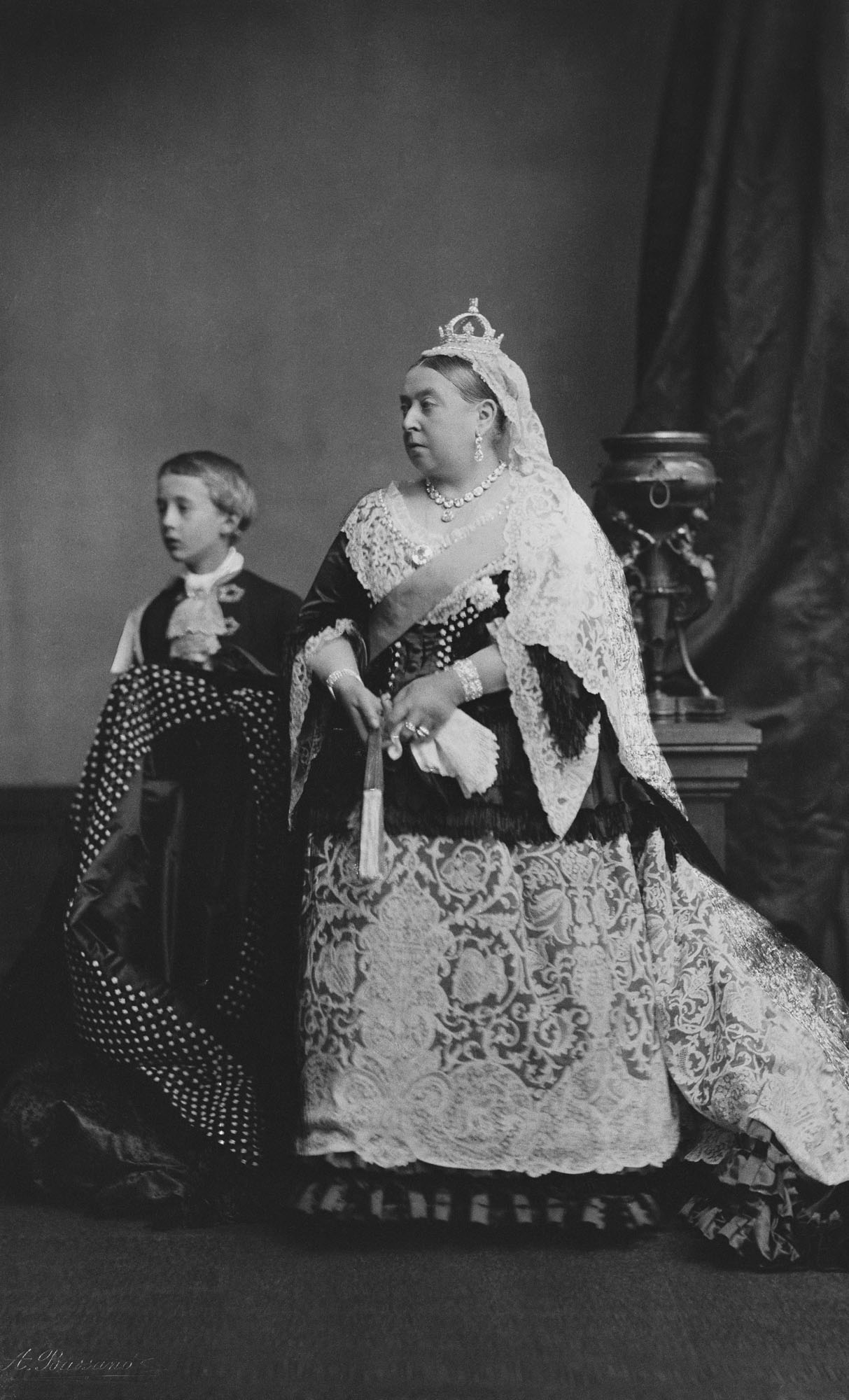
La reine Victoria et son page, Arthur Ponsonby

Ponsonby est battu aux Élections générales britanniques de 1918 au cours desquelles il s'est présenté comme un "démocrate indépendant " dans la nouvelle circonscription de Dunfermline Burghs . Il rejoint alors le Parti travailliste et est réélu à la Chambre des communes aux élections générales de 1922 comme député de la circonscription de Brightside à Sheffield.
En 1924, Ramsay MacDonald nomme Ponsonby au poste de Sous-secrétaire d'État aux Affaires étrangères, puis à celui de sous-secrétaire d'État aux Affaires fédérales, puis de secrétaire parlementaire du ministère des Transports en 1929.

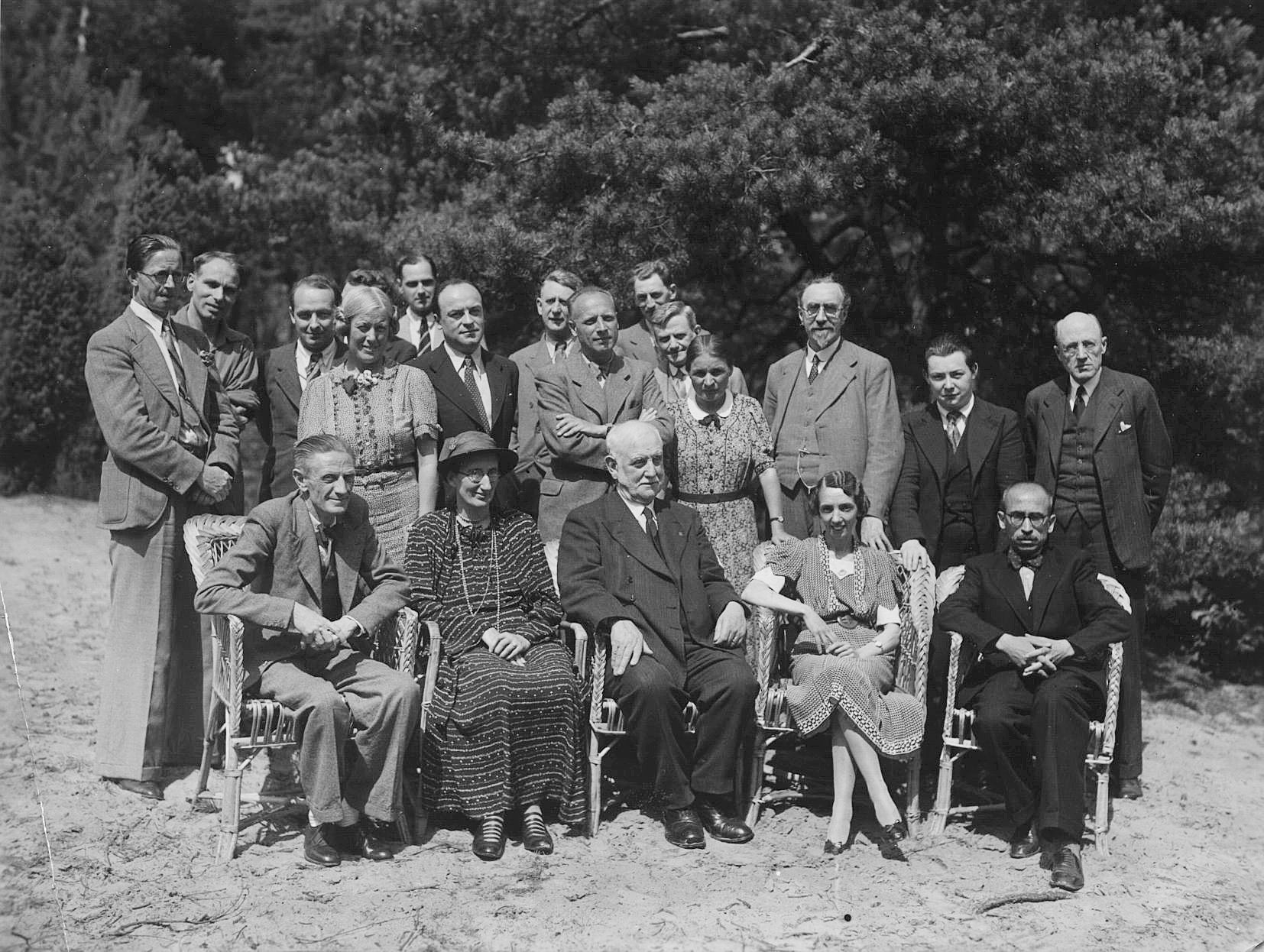
Le Conseil international de l'Internationale des résistants à la guerre (WRI), réuni à Broederschapshuis (la maison de la confrérie), Bilthoven, Pays-Bas, en juillet 1938, pendant la Guerre d'Espagne.

En 1930, Ponsonby est élevé à la Pairieen  tant que baron héréditaire, prenant le titre de Lord Ponsonby de Shulbrede de sa maison au Shulbrede Priory dans le Sussex. Il est chef du Parti travailliste à la Chambre des lords de 1931 à 1935, démissionnant parce qu'il est opposé au soutien du parti aux sanctions contre l'Italie pour son invasion de l'Abyssinie.
En 1927-1928, Ponsonby mène une importante campagne de lettres de paix contre les préparatifs britanniques pour une nouvelle guerre et, à partir de 1936, il est un membre actif de la Peace Pledge Union, contribuant régulièrement à Peace News.
Ponsonby s'est opposé à l'initiative de Lord Charnwood et Cosmo Lang, Archevêque de Cantorbéry, pour demander au gouvernement de réagir contre les politiques génocidaires d'Holodomor du gouvernement soviétique ,.
De 1935 à 1937, il est président du Conseil international de l'Internationale des résistants à la guerre.

### Démission
En mai 1940, Ponsonby démissionne du Parti travailliste, s'opposant à sa décision de rejoindre le nouveau gouvernement de coalition de Winston Churchill.
Il écrit une biographie de son père qui remporte le prix James Tait Black Memorial en 1942: Henry Ponsonby, secrétaire privé de la reine Victoria: sa vie et ses lettres .
Ponsonby est décédé le 23 mars 1946 et est remplacé par son fils Matthew Henry Hubert Ponsonby.

## Vie personnelle
Le 12 avril 1893, il épouse Dorothea Parry, fille d'Hubert Parry et Elizabeth Maude Herbert (1851–1933), fille de Sidney Herbert (1er baron Herbert de Lea). Ils ont une fille, Elizabeth Ponsonby (1900–1940), qui pendant les années 1920 est devenue bien connue en tant que figure principale des Bright Young People, et un fils, Matthew (1904–1976), qui est devenu le 2e baron.

## Travaux
- Le prieuré et manoir de Lynchmere et Shulbrede (1920).
- Le chameau et l'œil d'aiguille (1910).
- Le déclin de l'aristocratie (1912).
- Le mensonge en temps de guerre (1928).
- Henry Ponsonby: sa vie d'après ses lettres (1942).